# Vermont
Vermont (anglická výslovnost  [vərˈmɒnt]IPA, oficiálně State of Vermont) je stát nacházející se na severovýchodě Spojených států amerických, v oblasti Nové Anglie severovýchodního regionu USA. Vermont hraničí na západě s New Yorkem, na jihu s Massachusetts a na východě s New Hampshire. Na severu sousedí s kanadskou provincií Québec.

## Historie
Na většinu území Vermontu si od 17. století činila nárok Francie, která na ostrově Isle La Motte na Champlainově jezeře zřídila roku 1666 první evropské osídlení s fortem. Teritorium bylo součástí kolonie Nová Francie. Po porážce v sedmileté válce připadlo území v roce 1763 Velké Británii. Nárokovala si ho jak newyorská, tak i newhempshireská provincie, které zde nezávisle na sobě rozdávaly půdu. Spory skončily roku 1777 během americké války za nezávislost, kdy teritorium vyhlásilo vlastní nezávislost jako republika s názvem New Connecticut. Po půl roce byl název změněn na Vermont, což pravděpodobně pochází z francouzského „les Verts Monts“ (Zelené hory – Green Mountains). Vermontská republika existovala 14 let a následně se jako první nové území po třinácti zakládajících státech připojila k USA. Vermont se 4. března 1791 stal 14. státem USA.

## Geografie
Se svou rozlohou 24 923 km² je Vermont šestým nejmenším státem USA, v počtu obyvatel (620 tisíc) je druhým nejméně lidnatým státem a s hodnotou hustoty zalidnění 26 obyvatel na km² je na 30. místě. Hlavním městem je Montpelier s osmi tisíci obyvateli. Největšími městy jsou Burlington se 42 tisíci obyvateli, Essex (21 tisíc obyv.), South Burlington (19 tisíc obyv.), Colchester (17 tisíc obyv.), Rutland (17 tisíc obyv.) a Bennington (16 tisíc obyv.). Nejvyšším bodem státu je vrchol Mount Mansfield s nadmořskou výškou 1340 m, jenž je součástí horského pásma Green Mountains, které prostupuje celým státem v severo-jižním směru. Největším tokem je řeka Connecticut, jež tvoří celou délku hranice s New Hampshire. Velká část hranice s New Yorkem je vedena Champlainovým jezerem, přičemž Vermontu patří většina ostrovů na jezeře.

### Přírodní poměry

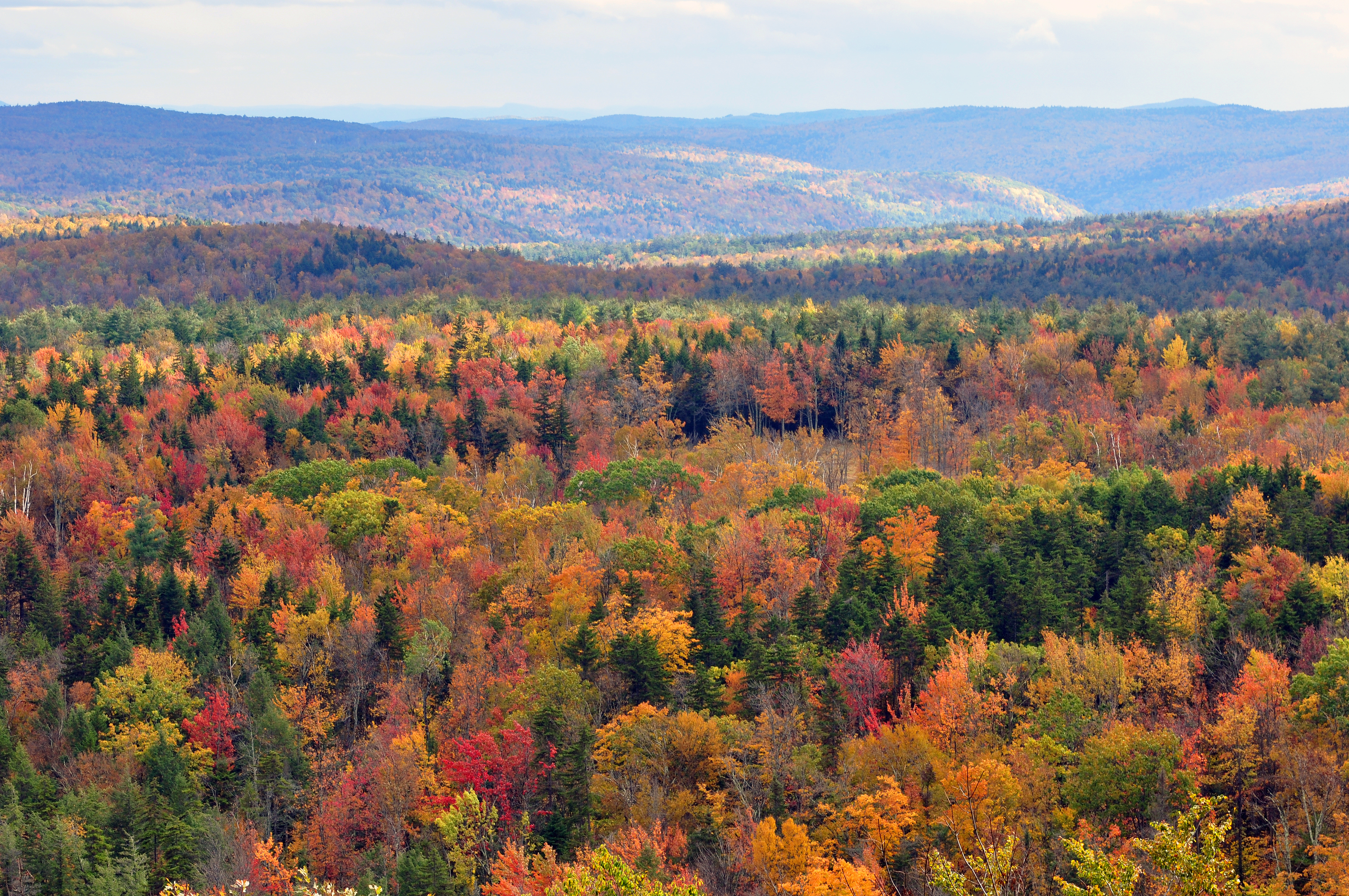
Typická příroda ve Vermontu

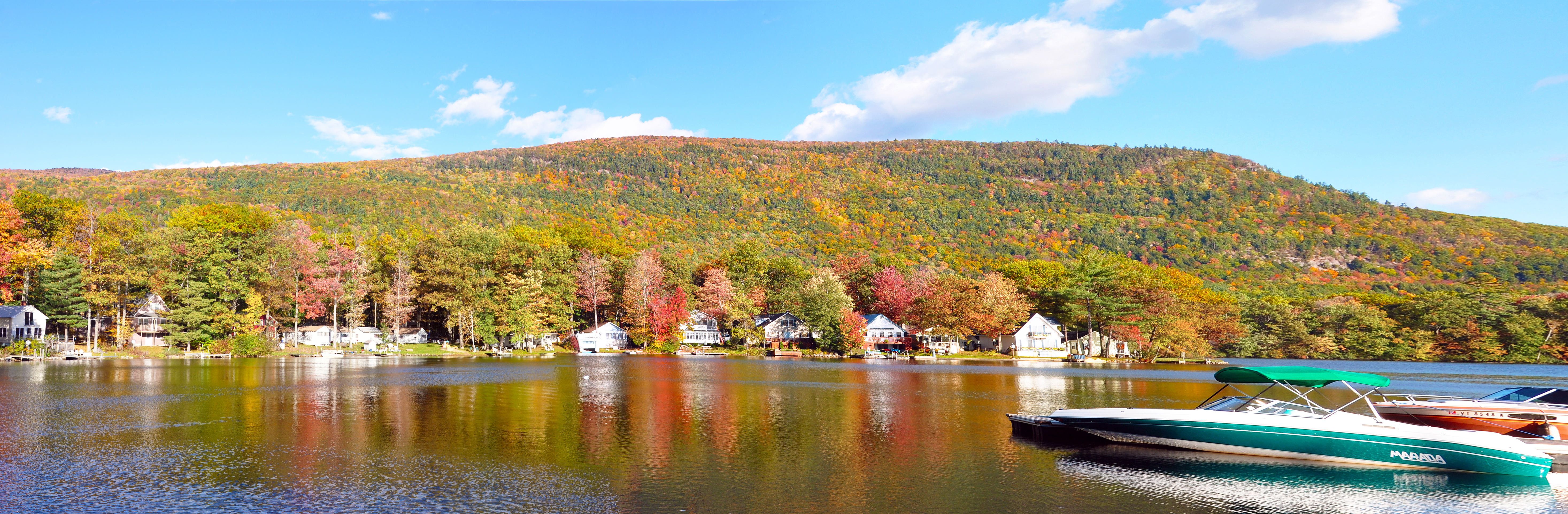
Na břehu jezera

Přes celý stát se táhnou hory Green Mountains, s vrcholky vysokými průměrně okolo 1200 m, jen na západě území státu se nachází nížina, která je spolu s řekou Connecticut na východě přirozenou hranicí. Většina území státu spadá do ekoregionu smíšených lesů Nové Anglie a Akádie.

## Demografie
Podle sčítání lidu z roku 2010 zde žilo 625 741 obyvatel. Stejně jako v ostatních státech Nové Anglie je většina obyvatelstva evropského původu. Počet afroamerických a hispánských obyvatel je velmi nízký.

### Rasové složení
- 95,3 % Bílí Američané
- 1,0 % Afroameričané
- 0,4 % Američtí indiáni
- 1,3 % Asijští Američané
- 0,0 % Pacifičtí ostrované
- 0,3 % Jiná rasa
- 1,7 % Dvě nebo více ras

Obyvatelé hispánského nebo latinskoamerického původu, bez ohledu na rasu, tvořili 1,5% populace.

### Náboženství
- Křesťané 67 %
  - Římští katolíci 38 %
  - Protestanti 29 %
    - United Church of Christ 6 %
    - Metodisté 6 %
    - Episkopální církve 4 %
    - Baptisté 3 %
    - Ostatní protestanti 10 %
- Jiná náboženství 2 %
- Bez vyznání 22 %

## Osídlení
Ve Vermontu se nenachází žádná velká aglomerace, velká část obyvatelstva žije na venkově. Největší města jsou Burlington, Rutland, Colchester, Essex a Springfield, která až na Burlington nemají více než 20 000 obyvatel. Hlavní město Montpelier má 9000 obyvatel.
Vermont byl osídlen již koncem 18. století, když byli vypuzeni Irokézové francouzskými kolonisty. Vždy zde byly potíže mezi Angličany a Francouzi, kteří chtěli území pro sebe. Roku 1777 vyhlásil Vermont nezávislost jako svobodná republika. Od roku 1791 je státem USA.

## Průmysl

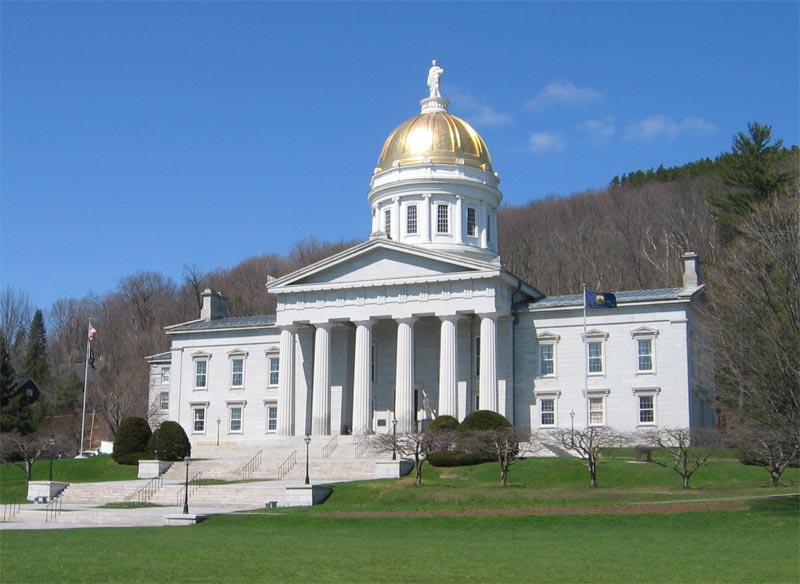
Neoklasicistní vermontský Capitol v městě Montpelier, který byl projektovaný Ammi B. Youngem

Velká část Vermontu je zalesněná, proto je významný dřevozpracující průmysl, vyrábí se zde nábytek a vše ze dřeva a papíru. Těží se slída, azbest, stavební kámen.

## Doprava
Vermont je tranzitní zemí, všichni kdo cestují z Východního pobřeží do Québecu, přesněji do Montréalu musí přes Vermont. Dálnice jsou tedy vedeny hlavně severo – jižním směrem, přes Green Mountains. Státem vede také důležitá železniční trať, která převážně kopíruje dálnici.